# Liste der Biografien/Heinl
Liste der Biografien |
Portal Biografien |
Personensuche
# |
A |
B |
C |
D |
E |
F |
G |
H |
I |
J |
K |
L |
M |
N |
O |
P |
Q |
R |
S |
T |
U |
V |
W |
X |
Y |
Z |
?
 
Ha |
Hd |
He |
Hi |
Hj |
Hk |
Hl |
Hm |
Hn |
Ho |
Hr |
Hs |
Ht |
Hu |
Hv |
Hw |
Hy
 
Hea |
Heb |
Hec |
Hed |
Hee |
Hef |
Heg |
Heh |
Hei |
Hej |
Hek |
Hel |
Hem |
Hen |
Heo |
Hep |
Heq |
Her |
Hes |
Het |
Heu |
Hev |
Hew |
Hex |
Hey |
Hez
 
Heia |
Heib |
Heic |
Heid |
Heie |
Heif |
Heig |
Heij |
Heik |
Heil |
Heim |
Hein |
Heip |
Heir |
Heis |
Heit |
Heix |
Heiz
 
Heina |
Heinb |
Heinc |
Heind |
Heine |
Heinf |
Heing |
Heinh |
Heini |
Heink |
Heinl |
Heinm |
Heino |
Heinr |
Heins |
Heint |
Heiny |
Heinz
Die Liste der Biografien führt alle Personen auf, die in der deutschsprachigen Wikipedia einen Artikel haben. Dieses ist eine Teilliste mit 32 Einträgen von Personen, deren Namen mit den Buchstaben „Heinl“ beginnt.

## Heinl
- Heinl, Bernd (* 1947), deutscher Kameramann
- Heinl, Clemens (* 1959), deutscher Bildhauer
- Heinl, Eduard (1880–1957), österreichischer Politiker (CS, ÖVP), Abgeordneter zum Nationalrat
- Heinl, Franz (1880–1950), österreichischer Techniker
- Heinl, Jacob (* 1986), deutscher Handballspieler
- Heinl, Karl (1898–1961), deutscher Autor
- Heinl, Marian Josef (1785–1867), Abt von Stift Tepl

### Heinle
- Heinle, Christian (* 1985), österreichischer Fußballspieler und TrainerChristian Heinle (* 1985)

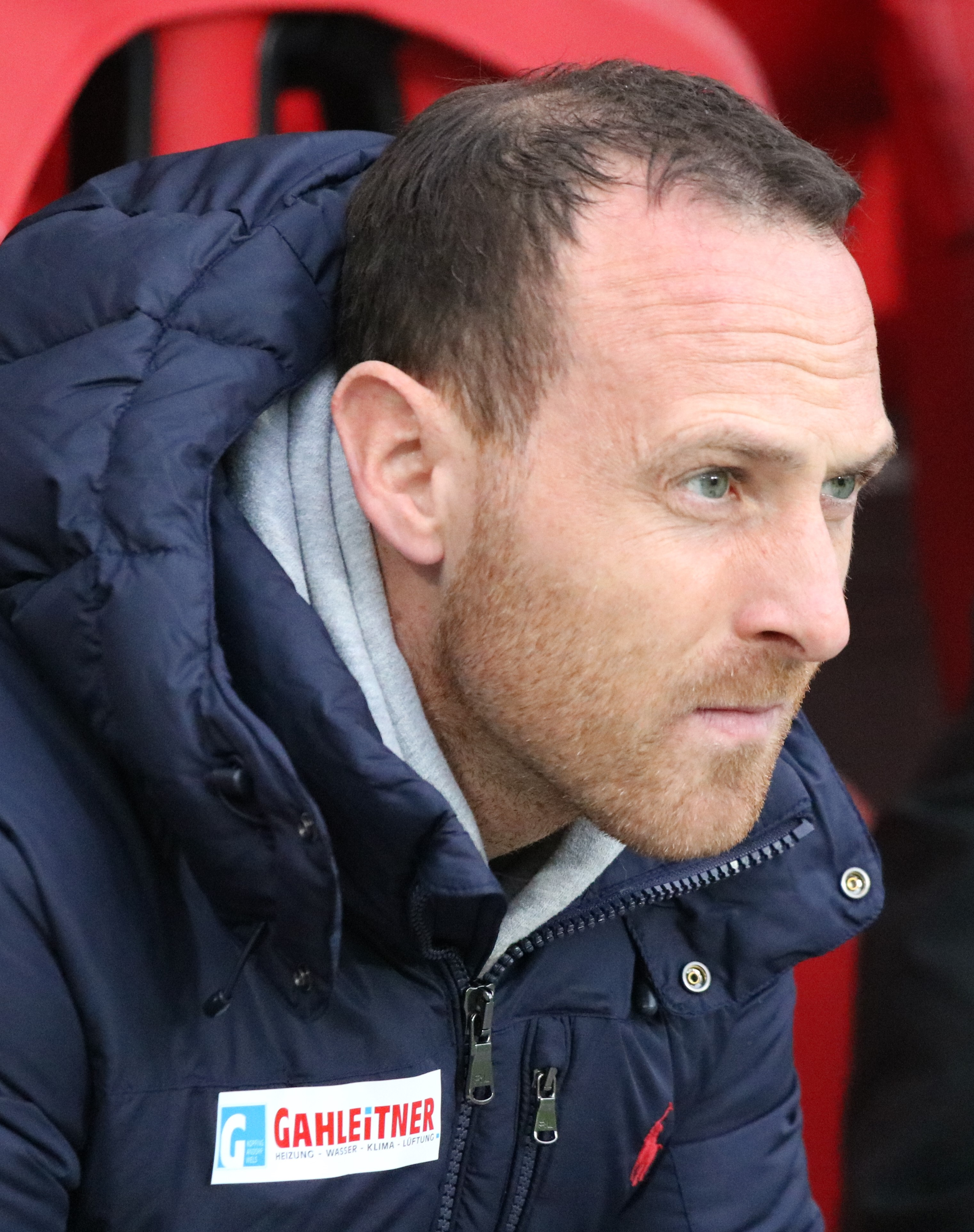
Christian Heinle (* 1985)

- Heinle, Christoph Friedrich (1894–1914), deutscher Dichter
- Heinle, Erwin (1917–2002), deutscher Architekt und Hochschullehrer
- Heinle, Fabian (* 1994), deutscher Weitspringer
- Heinle, Karl (1884–1956), deutscher Verwaltungsjurist und Landrat in Schwabmünchen
- Heinle, Simon (* 1989), deutscher Schauspieler
- Heinlein, Anne (* 1977), deutsche Fotokünstlerin
- Heinlein, Christine (* 1985), deutsche Drehbuchautorin
- Heinlein, Dieter (* 1956), deutscher Physiker und Astronom
- Heinlein, Heinrich (1803–1885), deutscher Maler
- Heinlein, Johann Adolph (1798–1829), deutscher Jurist und Bürgermeister
- Heinlein, Karl (1892–1960), österreichischer Fußballspieler und Fußballtrainer
- Heinlein, Klaus (* 1953), deutscher Fußballspieler
- Heinlein, Marika (* 1962), deutsche Langstrecken- und Ultraläuferin
- Heinlein, Martina (* 1981), deutsche Hockeyspielerin
- Heinlein, Peer (* 1976), deutscher IT-Unternehmer
- Heinlein, Robert A. (1907–1988), US-amerikanischer Science-Fiction-SchriftstellerRobert A. Heinlein (1907–1988)

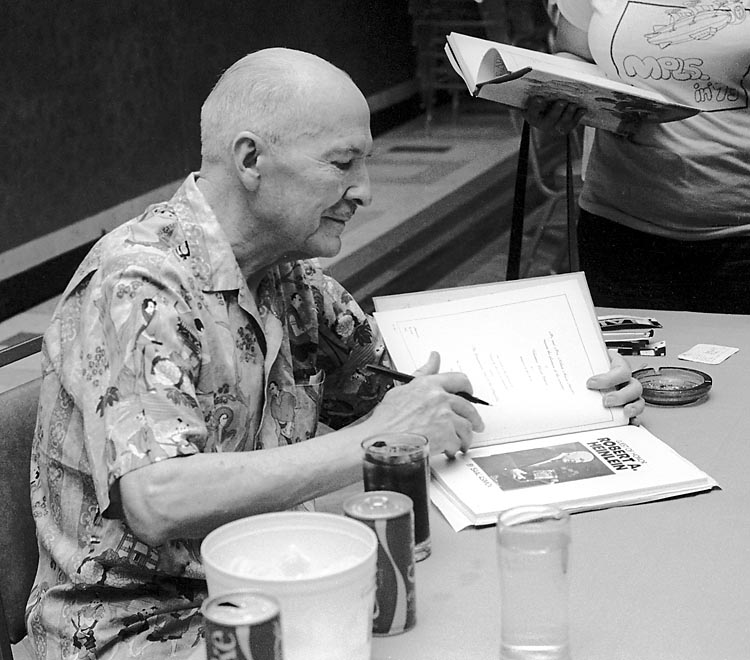
Robert A. Heinlein (1907–1988)

- Heinlein, Sylvia (* 1962), deutsche Kinderbuchautorin
- Heinlein, Ursula (1923–1997), deutsche Politikerin (SPD) und Abgeordnete des Niedersächsischen Landtages
- Heinleth, Adolf von (1823–1895), bayerischer General der Infanterie und Kriegsminister

### Heinli
- Heinlin, Johann Jakob (1588–1660), deutscher lutherischer Theologe und Geistlicher

### Heinlo
- Heinloth, Jochen (* 1973), deutscher Mathematiker
- Heinloth, Klaus (1935–2010), deutscher Experimentalphysiker und Professor an der Universität Bonn
- Heinloth, Michael (* 1992), deutscher Fußballspieler
- Heinloth, Stefan (* 1963), deutscher Wirtschaftsmanager und Autor